# دم‌چتری ویلی
دم‌چتری ویلی (نام علمی: Rhipidura leucophrys) نام یک گونه از سرده دم‌بادبزنی است.